# Перекопский, Николай Фёдорович
Николай Фёдорович Перекопский (11 декабря 1947 — 7 августа 2012) — советский и российский солист-вокалист, заслуженный артист России, солист Тульской областной филармонии.

## Биография
Начал творческую карьеру в 1980-е гг. в Тульской областной филармонии, в 1982 г. стал солистом-вокалистом в коллективе народного артиста СССР Махмуда Эсамбаева. Ему было присвоено почетное звание «Заслуженный артист Чечено-Ингушской АССР».
В 1990 г. вернулся в Тульскую областную филармонии. В 2010 г. стал заслуженным артистом Российской Федерации.